# Northampton (Pennsylvania)
Northampton è un comune (borough) degli Stati Uniti d'America, situato nello stato della Pennsylvania, nella contea di Northampton.